# ميشال آليو ماري

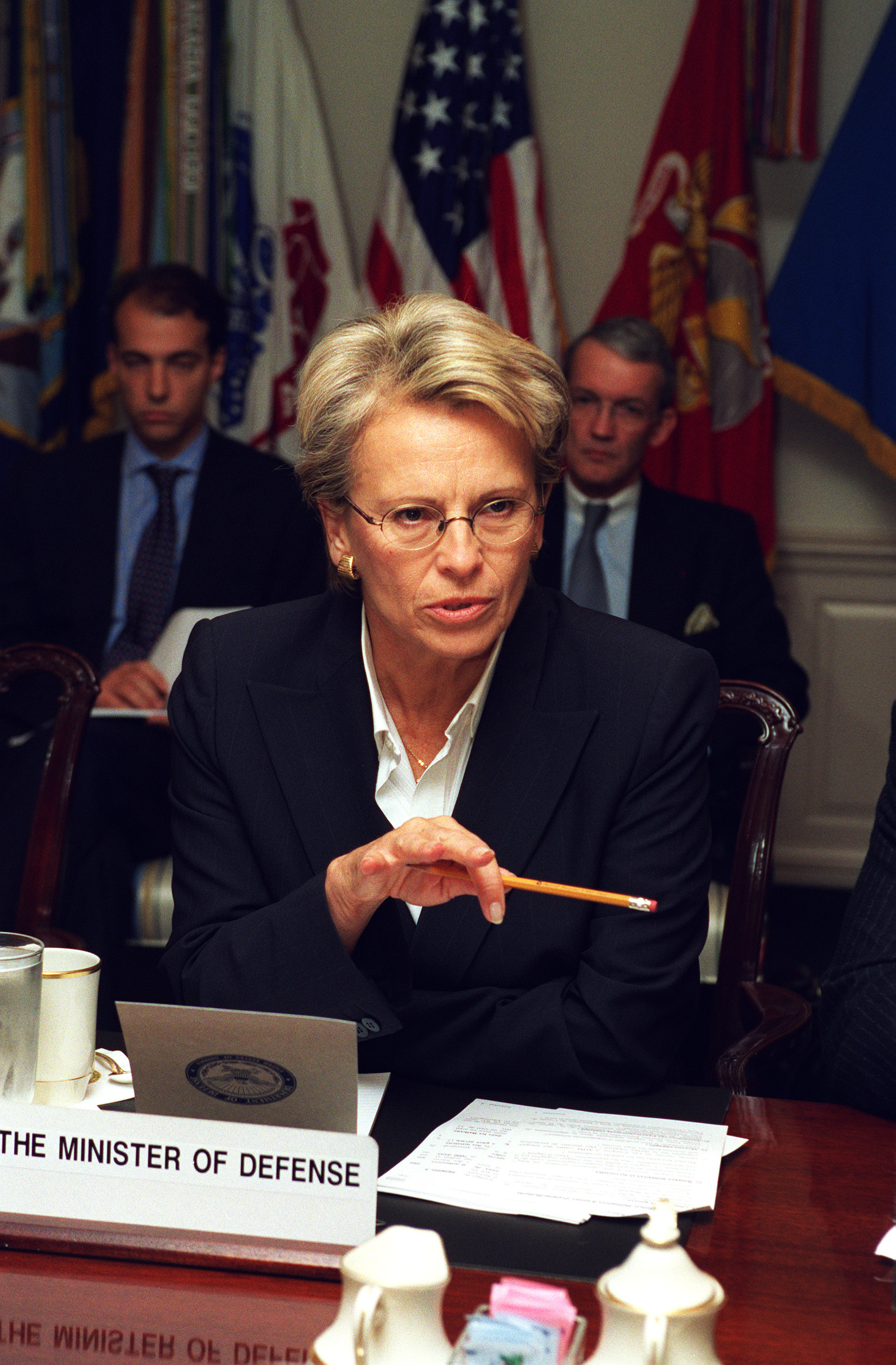
ميشال آليو ماري

ميشال آليو ماري (بالفرنسية: Michèle Alliot-Marie) (10 سبتمبر 1946 -)، وزيرة الخارجية في فرنسا منذ 14 نوفمبر 2010 إلى 27 فبراير 2011، وقبلها تتولت وزارة العدل وذلك من 23 يونيو 2009 إلى 13 نوفمبر 2010، وقبل ذلك تولت وزارة الداخلية وذلك من 18 مايو 2007 إلى 23 يونيو 2009، وقبلها تولت مسئولية وزارة الدفاع وذلك من 7 مايو 2002 إلى 18 مايو 2007. كما إنها بالفترة من 29 مارس 1993 إلى 18 مايو 1995 تولت منصب وزير شئون الشباب والرياضة.
وهي حاصلة على الدكتوراة في الحقوق واستاذة محاضرة في جامعة باريس، كما احترفت المحاماة.

## روابط خارجية
- ميشال آليو ماري على موقع IMDb (الإنجليزية)
- ميشال آليو ماري على موقع مونزينجر (الألمانية)
- ميشال آليو ماري على موقع قاعدة بيانات الفيلم (الإنجليزية)